# Werkstatt für Photographie
Die Werkstatt für Photographie wurde am 13. September 1976 von dem Berliner Fotografen Michael Schmidt an der Volkshochschule in Berlin-Kreuzberg gegründet, genau 10 Jahre später schloss sie ihre Pforten. Innerhalb dieser kurzen Zeitspanne entwickelte sich die „Werkstatt“ zu einer der bekanntesten und einflussreichsten Fotoschulen Deutschlands, die insbesondere auch in den Vereinigten Staaten eine hohe Bekanntheit und Anerkennung erreichte. Nach ihrer Schließung 1986 geriet sie mehr und mehr in Vergessenheit.

## Gründung
Michael Schmidts Ziel war es, neben den etablierten akademischen und kommerziell ausgerichteten Ausbildungsstätten für Fotografie einen Ort für freie künstlerische Fotografie zu schaffen, der für jedermann zugänglich war. Die Volkshochschule Kreuzberg bot den institutionellen Rahmen, dieses Vorhaben ohne jede Zugangsvoraussetzung zu realisieren. Die fotografisch-künstlerische Ausbildung orientierte sich an dem in den 70er Jahren in Amerika weit verbreiteten Dokumentarismus, der als „New Topographics“ bekannt geworden ist und später an der von Klaus Honnef propagierten „Autorenfotografie“.
Von Beginn an wurden namhafte Fotografen zu den Wochenendseminaren der Werkstatt eingeladen. Auch die Namen der von Anfang an veranstalteten Ausstellungen lesen sich heute wie ein who is who aus der Fotografiegeschichte (s. hierzu auch das Verzeichnis der Ausstellungen und Wochenendseminare). Neben diesen Veranstaltungen wurden regelmäßig Dozenten- und Schüler-Ausstellungen organisiert und etliche Kataloge publiziert. Bereits nach zwei Jahren aktiver Unterrichtstätigkeit zog sich Michael Schmidt aus dem Lehrbetrieb zurück und nahm nur noch an Workshops und gemeinsamen Ausstellungsprojekten teil, zuletzt 1984 an der Ausstellungs-Tournee der Werkstatt in New York, Washington D.C. und im California Museum of Photography.

## Die Werkstatt nach Michael Schmidt
Nach dem Rückzug Michael Schmidts aus dem aktiven Lehrbetrieb übernahmen die ehemaligen Werkstatt-Schüler Ulrich Görlich, Wilmar Koenig und Klaus-Peter Voutta die Leitung der Werkstatt. In dieser Zeit erreichte die Ausstellungs- und Seminartätigkeit ihren Höhepunkt. Selbst berühmte Fotografen wie Robert Frank, Diane Arbus oder Ralph Gibson, die später nur noch exklusiv an den größten und wichtigsten Orten für Fotografie gezeigt wurden, fanden den Weg in die Volkshochschule. Hinsichtlich der fotografisch-künstlerischen Ausrichtung blieb man dem Dokumentarismus treu, erweiterte dessen Radius aber um subjektive Sichtweisen, die der Autorenfotografie nahe standen. In der Folge entstand 1983 ein radikaler Bruch. Die Werkstatt-Dozenten Thomas Leuner, Hermann Stamm und Gosbert Adler, die ab 1985 die Leitung übernahmen sowie einige „Schmidt-Schüler“ wie Friedhelm Denkeler, Ursula Kelm oder Dieter Binder kehrten den „New Topographics“ den Rücken und wandten sich betont subjektiven Themen zu. Mit dieser neuen Ausrichtung löste sich die bisherige, von Michael Schmidt geprägte Ausbildungsphilosophie der Werkstatt allmählich auf, gefolgt von der Suche nach einer zeitgemäßen inhaltlichen Weiterführung. Hinzu kamen unüberbrückbare Differenzen mit der neuen Direktion der Volkshochschule Kreuzberg, die die bisher großzügig gewährten Mittel für Ausstellungen und Workshops drastisch reduzierte und die bisher so erfolgreich geführte Arbeit unmöglich machte. Auch der bereits Anfang 1980 gegründete „Verein der Freunde der Werkstatt für Photographie“ konnte das sich abzeichnende Ende nicht mehr aufhalten. Im September 1986 schloss die Werkstatt ihre Pforten.

## Die Werkstatt-Dozenten und -Schüler
Neben Michael Schmidt waren Ulrich Görlich, Klaus-Peter Voutta und Wilmar Koenig die Werkstatt-Dozenten der ersten Stunde. Sie alle waren „Schmidt-Schüler“ und vertraten zunächst die Positionen der „New Topographics“. 1979 folgten Thomas Leuner und Bernd Kreutz, danach kamen Hermann Stamm und Gosbert Adler. Sie alle bildeten den Kreis der festen Werkstatt-Dozenten. Ab 1982 wurden so genannte „Sonderprogramme“ etwa für „Frauenfotografie“ oder das „Zonensystem“ eingerichtet, die Dozenten waren hier Ursula Kelm und Peter Fischer-Piel. Daneben gab es Einzelangebote etwa von Joachim Schmid (Herausgeber der Zeitschrift „Fotokritik“), Gabriele Götz, Manfred Betzel und Elisabeth Neuhold-Much (ab 1984). Zu den Werkstatt-Schülern, die öffentlich in Erscheinung getreten sind, gehören Dieter Binder, Friedhelm Denkeler, Ursula Kelm, Henning Langenheim, Winfried Mateyka, Oliver S. Scholten, Christa Meyer, Hildegard Ochse, Manfred-Michael Sackmann und Bernd Thyerlei. Wesentlicher als im Kunstbetrieb aber wirkte die „Werkstatt“ im Bereich der Lehre und Ausbildung nach. Oliver S.Scholten unterrichtete als künstlerischer Leiter nebst (Ursula Kelm und Andreas Rost) an der privaten Schule und Galerie Imago Fotokunst Berlin und der Freien Akademie für Kunst Berlin (beide  Schulen stellten ihren Lehrbetrieb in den 2010er Jahren ein). Ulrich Görlich erhielt eine Professur an der Hochschule für Gestaltung und Kunst in Zürich, Hermann Stamm an der Uni Weimar, Gosbert Adler an der Hochschule für Bildende Künste Braunschweig, Peter Fischer-Piel an verschiedenen Hochschulen in Berlin, zuletzt an der SRH Hochschule der populären Künste in Berlin.

## Einflüsse
Nach Schließung der Werkstatt verließen alle Dozenten unter Protest die Volkshochschule Kreuzberg. Einige der Dozenten wechselten zur Fotogalerie im Wedding, die seit 1982 ebenfalls ein anspruchsvolles Seminarprogramm anbot, jedoch mit permanenten Finanzierungsproblemen zu kämpfen hatte und schon 1989 ihre Aktivitäten einstellen musste. Andere Dozenten und Schüler gingen zur Neuen Gesellschaft für Bildende Kunst (NGBK) und etablierten dort die AG Fotografie, die bis heute dank des institutionellen Rahmens ein sehr breites Ausstellungs- und Projektprogramm anbieten kann. An der Volkshochschule Kreuzberg wurde das didaktische Konzept der Werkstatt für Photographie durch die Dozenten des „Sonderprogramms“ Ursula Kelm und Peter Fischer-Piel sowie die ehemaligen Werkstatt-Schüler Sibylle Hoffmann, Thomas Michalak und Oliver S. Scholten erfolgreich weiter geführt, inhaltlich aber erheblich erweitert und durch die später dazu kommenden Dozenten kontinuierlich den zeitgenössischen Tendenzen der Fotografie angepasst. Die Teilnehmerzahlen und Kursangebote wurden mehr als verfünffacht, heute gehört das „Photocentrum der VHS Friedrichshain-Kreuzberg“ mit jährlich 1300 Teilnehmern und fast 100 Kursangeboten zu den größten Fotoschulen Deutschlands.

## Ausstellungsverzeichnis
P = Plakat, K = Katalog
- 13.09. – 29.10.1976 Stern-Fotoreporter
- 24.01. – 04.03.1977 Riebesehl, Heinrich (P)
- 10.05. – 10.06.1977 Photographische Dokumente des 19. und 20. Jahrhunderts (P)
- 19.09. – 28.10.1977 George A. Tice (P)
- 31.10. – 02.12.1977 Wilmar Koenig und Jürgen Frisch (P)
- 23.01. – 25.02.1978 Baltz, Deal, Gohlke, Shore, Toth (P)
- 27.02. – 14.04.1978 Photographien der Hörer und Dozenten: Bachmann, Betzel, Denkeler, Eilmes, Freitag, Frisch, Görlich, Grische, Hempen, Kanzelbach, Kargel, Kleinod, Krause, Lehmann, Matzlows, Pfuhl, Ritter, Rhode, Rust, Schmidt, Voutta, Wüst (P)
- 17.04. – 19.05.1978 Junge französische Photographen (K)
- 18.09. – 20.10.1978 Ulrich Mack (P)
- 30.10. – 01.12.1978 John R. Gossage – Gardens (P)
- 21.01. – 16.02.1979 Ulrich Görlich (P)
- 19.02. – 30.03.1979 Robert Adams (P)
- 23.04. – 18.05.1979 Photographien der Hörer und Dozenten: Denkeler, Bachmann, Kleinod, Lehmann, Dier, Dohrmann, Rhode, Mateyka, Kanzelbach, Leuner, Voutta, Seiler, Eilmes, Betzel, Gerstenkorn, Hempen, Tewes, Engel, Neuhold-Much, Müller, Brumm, Engel, Ritter, Görlich, Koenig, Müller (K)
- 17.09. – 12.10.1979 Ralph Gibson (P)
- 18.11. – 14.12.1979 Generative Photographie: Karl Martin Holzhäuser und Gottfried Jäger (P)
- 28.01. – 29.02.1980 Michael Schmidt und Schüler: Schmidt, Denkeler, Eilmes, Frisch, Görlich, Koenig, Leuner, Mateyka, Voutta, Wü̈st (P/K)
- 03.03. – 18.04.1980 Stephen Shore (P)
- 21.04. – 16.05.1980 Thomas Leuner (K)
- 04.08. – 13.09.1980 Michael Schmidt und Schüler in der Galerie der Deutschen Gesellschaft für Photographie (DGPh) in Köln (P)
- 15.09. – 10.10.1980 Lewis Baltz – Park City (P)
- 17.11. – 12.12.1980 Paul Caponigro (P)
- 23.02. – 27.03.1981 Uschi Blume (P)
- 27.04. – 22.05.1981 Diane Arbus (P)
- 14.09. – 23.10.1981 Larry Clark (P)
- 02.11. – 04.12.1981 Friedhelm Denkeler (K)
- 18.01. – 27.02.1982 André Gelpke (P)
- 01.03. – 26.03.1982 Arbeiten 81: Binder, Bienert, Denkeler, Dieser, Görlich, Heck, Hempen, Holz, Klaus, Koenig, Kreutz, Kropp, Leuner, Müller, Neuhold-Much, Rust, Sackmann, Schmidt, Schröder, Stutzmann, Voutta (K)
- 26.04. – 21.05.1982 John R. Gossage (P)
- 13.09. – 22.10.1982 Robert Cumming (P)
- 25.10. – 03.12.1982 Gosbert Adler (P)
- 17.01. – 18.02.1983 Larry Fink (P)
- 21.02. – 18.03.1983 Urs Lüthi (P)
- 18.04. – 13.05.1983 William Eggleston (P)
- 05.09. – 13.10.1983 Josef Sudek (P)
- 24.10. – 25.11.1983 10 Fotografen - Arbeiten 83: Binder, Denkeler, Kelm, Koenig, Langenheim, Leuner, Mayer, Sackmann, Schaefer, Voutta (P/K)
- 30.01. – 01.03.1984 Studenten der University of California Los Angeles (P)
- 19.03. – 25.05.1984 Hermann Stamm (P)
- 23.06.1984 – 05.01.1985 Fotografie aus Berlin, kuratiert von Lewis Baltz und John Gossage, gezeigt bei Castelli Graphics, New York, Jones/Troyer Gallery, Washington DC, California Museum of Photography, University of California (K)
- 28.09. – 26.10.1984 Allan Sekula (P)
- 05.11. – 30.11.1984 Heinz Cibulka (P)
- 25.02. – 22.03.1985 Manfred Willmann (P)
- 22.04. – 24.05.1985 Lewis Baltz (P)
- 23.09. – 26.10.1985 Sammlung Tillmann und Vollmer: Meisterwerke der Fotokunst
- November 1985: („DDRFOTO : Wolfgang Gregor, Ralf Rainer Wasse, Christian Borchert, Rudolf Schäfer, Thomas Florschuetz, Ulrich Wüst, Gundula Schulze“)

## Verzeichnis der Wochenendseminare
- 1977: André Gelpke (Oktober)
- 1979: Ralph Gibson, Wilhelm Schürmann, Karl Martin Holzhäuser und Gottfried Jäger, Dieter Hacker und Andreas Seltzer
- 1980: Klaus Honnef, Lewis Baltz, Michael Schmidt, Robert Heineken, André Gelpke
- 1981: Larry Clark, Joe Deal, Larry Fink
- 1982: Ute Eskildsen, John R. Gossage, Tod Papageorge, Robert Cumming, Lewis Baltz, André Gelpke
- 1983: Larry Fink, William Eggleston
- 1984: Marsha Burns
- 1985: Robert Frank
- 1986: Dörte Eißfeldt